# Panagiótis Nikoússios
Panagiótis Nikoússios (grec moderne : Παναγιώτης Νικούσιος ; né à Constantinople en 1613 – mort le 2 octobre 1673) est considéré comme le premier Grand drogman de la Sublime Porte, dans la seconde moitié du XVIIe siècle.
D'origine phanariote, il étudia la philosophie et les mathématiques à Padoue.
Il fut l'interprète de l'ambassadeur de Pologne à Constantinople. Recruté par le grand vizir, qui avait besoin d'agents diplomatiques, il fut nommé « drogman de la Flotte » et négocia la reddition des Vénitiens à l'issue du siège de Candie, en 1669. Il fut alors nommé « grand drogman », au service du reis ul-kuttab.
Les revenus de l'île de Mykonos lui avait été attribués en guise de salaire. Il se heurta sur l'île au chevalier de Malte Téméricourt-Beninville.
Après sa mort, il fut inhumé sur ordre du Grand Vizir dans le Monastère de la Mère de Dieu, qu'il avait rebâti dans l'île de Heybeliada.